# أبطال الجزيرة (مسلسل كرتوني)
أبطال الجزيرة مسلسل رسوم متحركة فرنسي كندي من إنتاج كوكي جار قروب. عرض لأول في 3 أكتوبر 1988 واستمر حتى 21 أبريل 1991 . وتمت دبلجة المسلسل للغة العربية.

## القصة
يوجد منقز اسمه كريس ويوجد أطفال 6 1 اسمه ريكاني 2 هايبر 3 تراسي 4 انجلو 5لولا 6 شارود ويحدث مشاكل وياتي المنقز كريس وينقزهم

## وصلات خارجية
- أبطال الجزيرة على موقع IMDb (الإنجليزية)
- أبطال الجزيرة على موقع كينوبويسك (الروسية)
- أبطال الجزيرة على موقع قاعدة بيانات الفيلم (الإنجليزية)
- Retro Junk
- TV.com episode guide